# Вальбек (Оре)
Вальбек (нем. Walbeck) — деревня в Германии, в земле Саксония-Анхальт.
Входит в состав города Эбисфельде-Веферлинген района Оре. Население составляет 775 человек (на 30 июня 2005 года). Занимает площадь 14,61 км².
Вальбек ранее имел статус отдельной коммуны. С 1994 года до 1 января 2005 года подчинялся управлению Веферлинген. С 2005 до 31 декабря 2009 года подчинялся управлению Флехтинген. 1 января 2010 года объединился вместе с соседними коммунами, образовав город Эбисфельде-Веферлинген.
В деревне Вальбек находятся руины древней церкви.

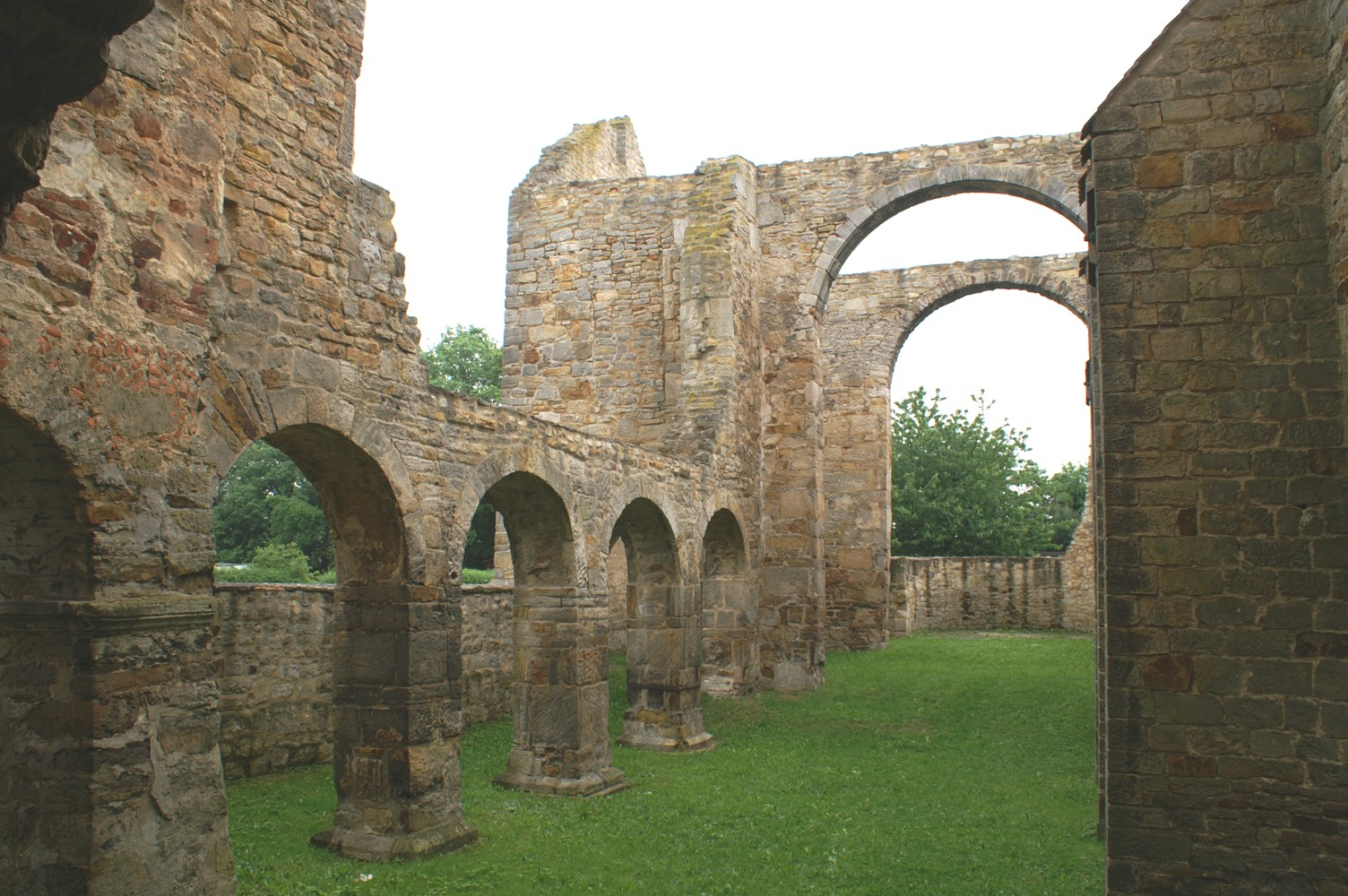
Руины церкви